# 米利根 (內布拉斯加州)
米利根（英語：Milligan）是位於美國內布拉斯加州菲爾莫爾縣的村。

## 人口
根據2020年美國人口普查的數據，米利根的面積為0.65平方千米，皆為陸地。當地共有人口241人，而人口密度為每平方千米371人。